# Bryant Young
Bryant Young é um ex-jogador profissional de futebol americano estadunidense que foi campeão da temporada de 1994 da National Football League jogando pelo San Francisco 49ers.